# Реностервельд

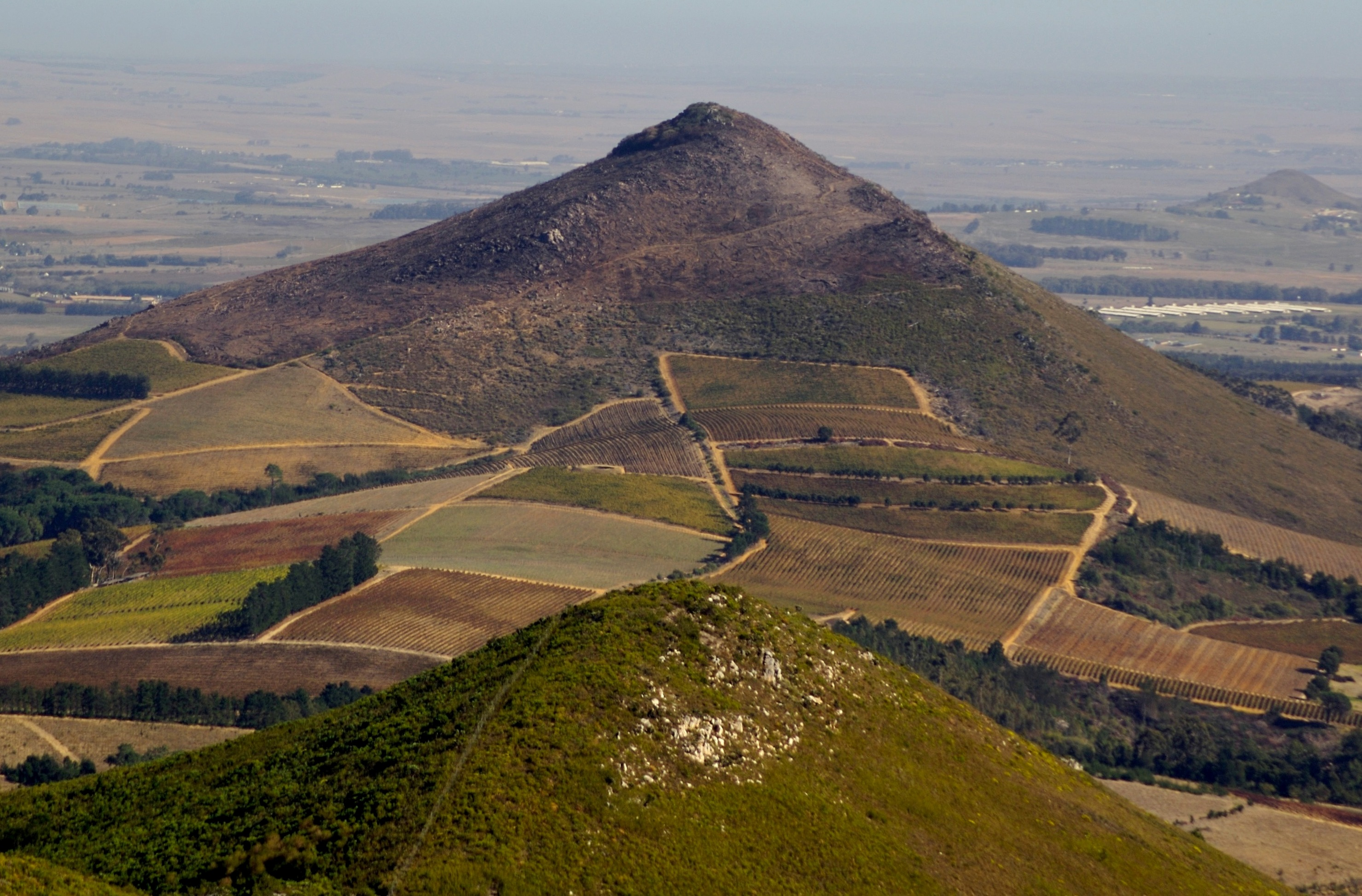
Реностервельд над возделанными полями. Западно-Капская провинция.

Реностервельд (африк. Renosterveld) — один из основных растительных сообществ и типов растительности Капского флористического региона (Cape Floral Kingdom), который расположен на юго-западе и юго-востоке Южной Африки. Это экологический регион средиземноморских лесов, редколесий и кустарникового биома.

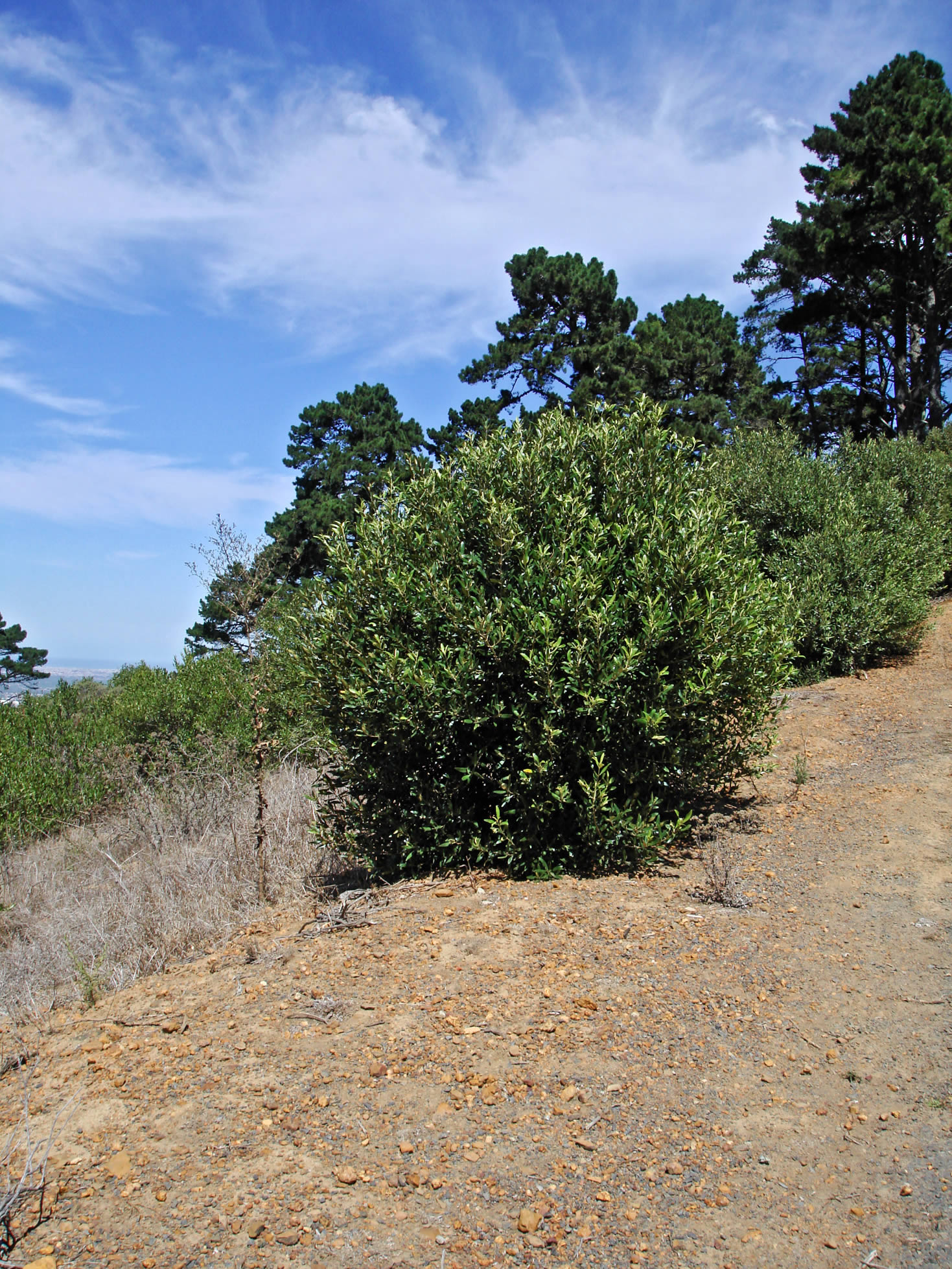
Типичный реностервельд.

## Этимология
Реностервельд в прямом переводе с языка африкаанс означает «поле носорогов», что может быть отсылкой к большому количеству носорогов, которых видели африканские поселенцы в то время. Также его название может происходить от «реностербоша» (так называемого «кустарника носорога» — Dicerothamnus rhinocerotis), который является в этом регионе широкораспространённым видом кустарника. Тускло-серый цвет реностербоша похож на цвет шкуры носорога.

## Геология
Растения реностервельда растут на богатой почве, что делает их более питательными, чем типичные растения финбоша. Обычно реностервелд в основном связан с мелкозернистыми почвами — в основном глинами и илами — которые образованы из сланцев групп Малмсбери и Боккевелд и стратиграфической надгруппой Кару.
Реностервельд обычно растёт в районах с умеренным количеством зимних осадков 300—600 мм в год. Этот тип растительности может выдерживать частые пожары.

## Характеристика

Карта первоначального распространения реностервельда
Реностервельд в Оверберге[1].
Реностервельд в Свартленде[2].

### Флора
В реностервельде доминирует вид серых растений Dicerothamnus rhinocerotis, называемых реностербош. Растения родов протея, эрика и рестио — типичные для финбоша — как правило, встречаются в реностервелде гораздо меньше. Немногие виды являются эндемиками исключительно для растительности реностервельда, так как большинство из них встречаются и в финбоше. Однако виды, эндемичные для Капской флористической области, составляют около трети видов растений реностервельда, и многие из них принадлежат к семействам, которые не считаются «капскими» (то есть эти семейства также разнообразны за пределами Капского флористического королевства).
К типичным растениям реностервельда относят травянистую темеду трёхтычинковую, кустарники и небольшие деревья Dicerothamnus rhinocerotis, Searsia lancea, Eriocephalus africanus и Olea europaea subsp. cuspidata, многолетние растения-геофиты из семейств ирисовых, амариллисов, гиацинтов, орхидей и других.
Коренные жители Западного Кейпа, сан и кой-коин, использовали растения реностервельда в пищу, в медицинских целях и для выпаса скота. Благодаря своей относительно небольшой популяции и простому образу жизни они не нанесли большого ущерба этой экосистеме.
Многие деревья и кустарники реностервельда плодоносят, их ягоды и фрукты привлекают птиц (например, бюльбюлей и зелёную белоглазку) и других животных (например, геометрических черепах и медвежьих павианов). Весной цветы реностервельда привлекают множество опылителей, таких как пчёлы, мухи, жуки и нектарницы.

### Фауна
Из-за высокого плодородия почвы, вероятно, все стада крупной дичи в биоме финбош находились в реностервельде. Именно здесь обучными обитателями были горная зебра, квагга, голубая антилопа, лошадиная антилопа, каама, канна, бентбок, слон, чёрный носорог и африканский буйвол. Здесь обитали таие хищники как лев, гепард, гиеновидная собака, пятнистая гиена и леопард.
Голубая антилопа и бентбок встречались исключительно в биоме финбош. В настоящее время из крупных млекопитающих выжили только горная зебра и леопард, которые переместилилсь в горы, а бентбок выжил только около Бредасдорпа. Все остальные виды вымерли в финбоше. Лишь небольшая реликтовая популяция слонов всё ещё существует в районе реки Гауритс и прилегающих районах в пределах биома финбос. Многие из них были завезены в заповедные зоны извне. Квагга и голубая антилопа вымерли, хотя существует проект (Проект «Квагга») по восстановлению саванной зебры с отметинами, похожими на окраску квагги.

## Угрозы
Высокое плодородие почв реностервельда привело к тому, что бо́льшая часть территории была преобразована в сельскохозяйственные угодья, в основном в посевы пшеницы.
Предполагается, что нынешний типичный высокий кустарниковый покров реностервельда является результатом постоянного выпаса. Ранние записи свидетельствуют о том, что реностервельд имел обильные травы, и что дичь и скотоводческое племя кой-коин мигрировали по региону. С появлением европейских скотоводов, постоянного выпаса и с уничтожением разнообразной пастбищно-поедающей фауны кустарниковый элемент получил преимущество над травами. Эта теория не является общепринятой, но её сторонники приводят доводы в пользу внезапного сокращения трав около Кейптауна в начале XVIII века и многочисленных исторических записей ранних исследователей, утверждающих, что реностербос взял верх, и что трава стала редкостью.
В Капском флористическом регионе официально сохранено менее 2 % типов растительности реностервельда. Это один из наиболее уязвимых типов растительности в мире. По этой причине маловероятно, что жизнеспособные популяции крупных млекопитающих когда-либо будут вновь интродуцированы в биом финбош.

## Охрана
Природоохранные организации и волонтёры работают с фермерами и муниципалитетами, чтобы определить, картировать и защитить оставшиеся драгоценные области реностервельда в Западно-Капской провинции.